# 女城主 直虎
《女城主 直虎》，2017年1月8日起，于日本时间每週日晚間八點在NHK電視台播出的第56部大河劇，由柴咲幸主演。

## 簡介
故事發生在遠江國，即今靜岡縣西部，從濱名湖往內陸延伸可以抵達一個名為井伊谷的小山谷，正如其名，此地為井伊一族世代生活的土地，然而駿河國的今川氏入侵後，井伊一族被迫臣服，就在這紛亂之際，該族誕生了一位足以扭轉命運的公主，日後她更以這片土地的女領導者之姿聞名天下，此人乃井伊直虎也。

## 登場人物

### 主角
- 阿永 → 次郎法師 → 井伊直虎

演出：新井美羽（幼年）→ 柴咲幸
直盛獨生女。在一族男性橫死之下，還俗擔起傳續的大任，並盡心養育直親遺子虎松。

### 井伊家

#### 井伊一門
- 井伊直平

演出：前田吟
井伊家先代當主。盛年隱居，雖降伏今川家卻仍懷強烈敵意。
- 井伊直盛

演出：杉本哲太
井伊家當主，武家官位「信濃守」。長年與威勢烜赫的今川家費心周旋。
- 千賀 → 祐椿尼（日语：祐椿尼）

演出：財前直見
今川家臣・新野左馬助之妹。作為與今川同盟之證而嫁入井伊家，深憾沒有誕下男子，是個剛毅的母親兼妻子。
- 佐名

演出：花總真理
直平之女，後成為今川家人質，瀨名之母。
- 井伊直滿

演出：宇梶剛士
直平三子，直親之父。涉嫌謀叛今川之舉而被殺。
- 龜之丞 → 井伊直親

演出：藤本哉汰（幼年）→ 三浦春馬
直滿之子，武家官位「肥後守」。幼年作為直盛的養嗣子且與直虎訂婚，在生父遇害後，流亡信濃十年。
- 篠（しの）（日语：奥山ひよ）

演出：貫地谷栞
奥山朝利之女，直親正室。
- 高瀨（日语：高瀬姫）

演出：高橋光（少女）→ 朝倉禮生
直親之女，直政異母姐。
- 虎松 → 萬千代 → 井伊直政

演出：佐藤戀和（嬰兒）→ 鈴木樂（幼年） → 寺田心（童年）→ 菅田將暉
直親之子，為直虎所收養。「德川四天王」之一。

#### 井伊家家臣

##### 小野家
- 小野政直

演出：吹越滿
井伊家筆頭家老，武家官位「和泉守」。出身京都，力陳依存於今川家而受井伊一族擯斥。
- 小野政次（日语：小野道好）

演出：小林颯（幼年）→ 高橋一生
政直之長子，幼名鶴丸，武家官位「但馬守」，龜之丞總角交。因目睹孤立無援的父親而懷持矛盾成人，繼承家老後，卻被迫步上父親的老路。
- 小野玄蕃（日语：小野朝直）

演出：井上芳雄
政次之弟，也是他唯一能傾吐心聲的親人。
- 夏（なつ）

演出：山口紗彌加
朝利之次女，玄蕃之妻，以搭起夫家與本家的溝通橋樑為己任。
- 亥之助 → 小野萬福（日语：小野朝之）

演出：佐藤一和（嬰兒）→ 荒井雄斗（幼年）→ 井之脇海
玄蕃之子。

##### 中野家
- 中野直由（日语：中野直由）

演出：筧利夫
井伊家的分家，對自身的血統深以為榮，反小野氏的急先鋒。
- 中野直之（日语：中野直之）

演出：矢本悠馬
直由之子。性烈如火，深肖其父。
- 中野直久

演出：山田瑛瑠（少年）→ 富田佳輔
直由之次子。

##### 奧山家
- 奧山朝利（日语：奥山朝利）

演出：緒方義博
篠、夏之父。
- 奧山孫一郎

演出：平山祐介
朝利長子，隨主君參與桶狹間之戰而倖存，後與直親一同遇害。
- 奧山六左衛門（日语：奥山朝忠）

演出：田中美央
朝利之子，繼兄長之位而打理井伊家的大小事務。

##### 其他家臣
- 瀨戶方久（日语：瀬戸方久）

演出：室剛
白手起家、唯利是圖且財富足以撼動井伊家的豪商。
- 今村藤七郎（日语：今村正実）

演出：芹澤興人
直滿之家老。在主君罹禍時，保護幼主不受牽連。
- 木俣守勝（日语：木俣守勝）

演出：柾賢志
直政之家老。
- 鈴木重好（日语：鈴木重好）

演出：下川恭平（幼年）→ 安達優
重時之子。
- 竹（たけ）

演出：梅澤昌代
直虎之乳母。
- 梅

演出：梅澤昌代（二役）
竹之姪女。
- 松

演出：梅澤昌代（三役）
高瀨之侍女。
- 彌吉

演出：藏本康文
直盛之家臣。
- 辰

演出：山本圭祐
瀨戶方久的僕從。

#### 龍潭寺
- 南溪和尚（日语：南渓瑞聞）

演出：小林薰
直平次子，井伊家的菩提寺・龍潭寺住持，看似拓落不羈，實則為直虎的智囊。
- 傑山（日语：傑山宗俊）

演出：市原隼人
龍潭寺僧侶，武藝出眾，默默支持著直虎。
- 昊天宗建（日语：昊天宗建）

演出：小松和重
龍潭寺僧侶，南溪和尚的左右手。
- 自然

演出：田中レイ
光秀幼子。受直虎庇護而出家，法名「悅岫」。

#### 井伊谷百姓
- 甚兵衛

演出：山本學
痛切村子深受離亂之苦而懇請直虎施行德政的長老。
- 八助

演出：山中崇
甚兵衛助手。
- 角太郎

演出：前原滉
對新城主不拘一格的作風深感興趣的青年農民。
- 富介／福藏

演出：木本武宏／木下隆行
慕直虎之賢名而來的鄰村村民。
- 茜（あかね）

演出：桃瀬美咲
富介之女。
- 又吉

演出：諏訪園親治
以其豐富的棉紡知識而使村內奉若至寶的流民。
- 五平

演出：岡山一
受直虎之託打造種子島的鐵匠。
- 禰宜（日语：祝田禰宜）

演出：鄧肯
蜂前神社的神主。遵政次之意，煽動村民依從今川家之德政令。

### 今川家

#### 今川一門
- 今川義元

演出：春風亭昇太
今川家全盛時期當主，才略過人而使勢力遠及駿河、遠江及三河之地，後與上洛之際遭信長討死於桶狹間。
- 龍王丸 → 今川氏真

演出：中川翼（幼年）→ 尾上松也
義元嫡男，今川家末代當主。臨政庸闇，卻擅蹴鞠。
- 壽桂尼

演出：淺丘琉璃子
義元之母，有著「女戰國大名」之譽的女傑，義元死後力圖重振委靡的今川家，是直虎師法的榜樣。
- 阿春（日语：早川殿）

演出：西原亞希
北條氏康之女，為締結甲相駿同盟而嫁與氏真。

#### 今川家家臣
- 太原雪齋

演出：佐野史郎
今川家股肱之臣，於內政或軍事皆厥功至偉。
- 關口氏經（日语：関口氏経）

演出：矢島健一
井伊家之目付，連署了直虎的德政令。
- 庵原忠胤（日语：庵原忠胤）

演出：志村東吾
今川家家臣，於薩埵山之戰不敵武田侵攻。
- 小倉資久

演出：関貴昭
今川家家臣，與庵原忠胤一同阻擊武田侵攻。
- 庵原朝昌（日语：庵原朝昌）

演出：山田裕貴
雪齋的親族。在今川家滅亡後幾經輾轉，終為井伊直政之家老。
- 朝比奈泰勝（日语：朝比奈泰勝）

演出：吉田朝
今川家家臣，後歸降家康。於長篠之戰時擊殺武田家大將內藤昌豐。
- 水野彌平大夫（日语：水野忠勝）

演出：長江英和
尾張國知多郡的豪族，家康母舅。密通武田，事泄被殺。
- 岩松

演出：木村祐一
檢地奉行。
- 刀傷男

演出：星田英利
今川家家臣，受今川氏真之命冒充松平元康誘殺井伊直親。
- 日根野弘就

演出：本間剛
原美濃齋藤氏家臣，後改仕今川家。

##### 新野家
- 新野左馬助（日语：新野親矩）

演出：苅谷俊介
千賀之兄，身為今川家的監察卻因敦厚的性情而受井伊一族愛戴。
- 菖蒲

演出：光浦靖子
新野左馬助之長女。
- 桔梗

演出：吉倉葵
新野左馬助之次女，依直虎之政略，嫁與北條家家臣・狩野主膳為妻。
- 櫻

演出：真凛
新野左馬助之三女，庵原朝昌之妻。

##### 大澤家
- 大澤基胤

演出：嶋田久作
今川配下的堀江城城主，後歸降家康。
- 中安兵部（日语：中安定安）

演出：吉見一豐
大澤家家臣。
- 山村修理

演出：相島一之
大澤麾下的武將。
- 尾藤主膳

演出：朝倉伸二
大澤麾下的武將。
- 竹田高正

演出：長尾卓磨
大澤麾下的武將。

##### 井伊谷三人眾
- 鈴木重時（日语：鈴木重時）

演出：菅原大吉
井伊谷三人眾之一，山吉田的國人，被今川家任命為井伊家之目付，和井伊直親的母親同族。
- 近藤康用

演出：橋本潤
井伊谷三人眾之一，宇利的國人，被今川家任命為井伊家之目付。
- 菅沼忠久（日语：菅沼忠久）

演出：阪田雅信
井伊谷三人眾之一，和德川家臣菅沼定盈同族，被今川家任命為井伊家之目付。

### 德川家

#### 德川一門
- 竹千代 →松平元康→德川家康

演出：阿部貞夫
今川家的人質，義元死後獨立。井伊家投效的主君。
- 於大之方

演出：栗原小卷
家康之母。
- 瀨名 → 築山殿

演出：丹羽聖羅（幼年）→ 菜菜緒
家康正室。
- 德川信康

演出：吉田大輝（嬰兒）→ 吉田海斗（幼年）→ 山田羽久利（童年）→ 小美野來希（少年）→ 平埜生成（成人）
家康長男。
- 龜姬

演出：尻引結馨（幼年）
家康長女。

#### 德川家家臣
- 酒井忠次

演出：塚本幸男 → みのすけ
德川家重臣，與井伊直政並列為德川四天王之一。
- 榊原康政

演出：尾美利德
德川家重臣，與井伊直政並列為德川四天王之一。
- 本多忠勝

演出：高嶋政宏
德川家重臣，與井伊直政並列為德川四天王之一。
- 本多正信

演出：六角精兒
德川家謀臣，在三河一向一揆中一度背離家康。
- 大久保忠世

演出：渡邊哲
德川家重臣，令本多正信回歸德川家的居間人。
- 石川數正

演出：中村織央
德川家重臣，負責內政與外交。
- 平岩親吉

演出：茂呂師岡
德川家重臣，信康傅役。
- 松下常慶（日语：松下常慶）

演出：和田正人
遍遊諸國以收集情報之山伏，而後出仕家康。
- 松下源太郎（日语：松下清景）

演出：古館寬治
常慶之兄，直政之繼父。
- 菅沼定盈（日语：菅沼定盈）

演出：吉見幸洋
德川配下的野田城城主，駿河侵攻時成功誘降族人菅沼忠久。
- 酒井小五郎

演出：田本清嵐
忠次之子，小姓頭。
- 犬丸／釜吉／彌七郎

演出：三村和敬／百瀬朔／長村航希
德川家小姓。
- 近藤武助

演出：福山翔大
暗謀弒主的德川家小姓。

### 武田家

#### 武田一門
- 武田信玄

演出：松平健
挾「甲斐之虎」之威名滅今川、破德川、懾織田而揮斥天下的一代雄主。
- 武田義信

演出：オレノグラフィティ
信玄的嫡長子，今川氏真的妹夫，因謀反而被廢嫡。
- 武田勝賴

演出：奥野瑛太
武田家末代當主，繼承信玄未竟之志而與信長爭衡未果，最終淒然自盡於天目山。
- 阿鈴（日语：嶺松院）

演出：岸茉莉
今川義元之女，為締結甲相駿同盟而嫁與義信，在丈夫被廢後返回本家。
- 龍勝院

演出：黑川心
信長的甥女兼養女，武田勝賴正室。

#### 武田家家臣
- 山縣昌景

演出：山本龍二
率所向披靡之赤備勁旅，名列「武田四天王」之一的勇將。
- 穴山信君

演出：田中要次
武田家重臣，后倒戈織田。

### 北條家

#### 北條一門
- 北條氏康

演出：鶴田忍
北条家当主，以「相模之狮」之名與武田、今川兩家分庭抗禮。
- 北條幻庵

演出：品川徹
北條一族的宿老。

#### 北條家家臣
- 小笠原康廣

演出：横堀悦夫
北條家重臣。

### 織田家

#### 織田一門
- 織田信長

演出：市川海老藏
以一介地方大名之姿於桶狹間發動弱勝強的奇襲而震駭天下，被喚為「第六天魔王」並逐步囊括四海，大業垂成時卻死於本能寺之變。
- 德姬

演出：植原星空（少女）
信長的長女，松平信康正室。與築山殿不合，將寫著丈夫與婆婆的十二條罪狀寄到娘家，導致母子二人被賜死。

#### 織田家家臣
- 佐久間信盛

演出：坂西良太
织田家重臣，三方原之战时出兵支援德川家。
- 明智光秀

演出：光石研
以發動本能寺之變而舉世驚遽的織田家重臣。
- 水野忠重

演出：上杉祥三
織田家家臣，家康母舅。高天神城之戰時被命為德川軍軍監。
- 長谷川秀一

演出：木下政治
信長側近。

### 其他
- 住持

演出：不破萬作 (俳優)
向直虎質問佛像失竊一事的僧人。
- 龍雲丸之父

演出：唐橋充
城池失陷仍頑抗至死的武將。
- 茶屋四郎次郎（日语：茶屋四郎次郎）

演出：辰巳琢郎
協助家康橫越伊賀的京都豪商。

#### 龍雲黨
- 龍雲丸

演出：能浦航汰（幼年）→ 柳樂優彌
幼年因戰亂失去雙親，與相同境遇的遺孤們嘯聚山林，盜伐井伊谷被捕之際，與直虎相遇。
- 鼴（モグラ）

演出：槙田運動
因擅挖掘而有此名，由於年長頗得龍雲丸敬重。
- 楫（カジ）

演出：吉田健悟
幼年受邀入夥，因擅駕船而有此名。
- 力也（りきや）

演出：真壁刀義
擅長伐木，相當自負其力，故以此名喚之。
- 吾空（ゴクウ）

演出：前田航基
幼年曾被作驚濤駭浪的活祭品卻大難不死，是團體中如福神一般的存在。

#### 氣賀町眾
- 中村與太夫

演出：本田博太郎
氣賀町的商人領袖，致力與武家折衝樽俎以維護町的自治權。
- 伊勢屋／熊野屋／舞坂屋／鈴木屋

演出：松尾貴史／小倉一郎／春海四方／前田淳
氣賀町的商人。

## 播出日程及收視率
- 紅色粗體字標示的為劇集播放至今關東及關西地區收視率最高值，藍色粗體字標示的為最低值。

| 集數                                                        | 播放日期       | 標題                      | 導演     | 紀行                                                            | 收視率                              |
| ----------------------------------------------------------- | -------------- | ------------------------- | -------- | --------------------------------------------------------------- | ----------------------------------- |
| 1                                                           | 2017年1月8日   | 井伊谷的少女 （井伊谷の少女）         | 渡邊一貴 | 井伊谷城遺址（靜岡縣濱松市） 彥根城（滋賀縣彥根市）             | 16.9%（關東地區） 17.3%（關西地區） |
| 2                                                           | 2017年1月15日  | 懸崖邊的公主 （崖っぷちの姫）         | 渡邊一貴 | 井殿之塚（靜岡縣濱松市）                                        | 15.5%（關東地區） 17.6%（關西地區） |
| 3                                                           | 2017年1月22日  | 阿永千鈞一髮 （おとわ危機一髪）         | 渡邊一貴 | 駿府城公園（靜岡縣靜岡市）                                      | 14.3%（關東地區） 17.8%（關西地區） |
| 4                                                           | 2017年1月29日  | 雖為女子仍喚次郎法師 （女子にこそあれ次郎法師） | 福井充廣 | 龍潭寺（靜岡縣濱松市）                                          | 16.0%（關東地區） 18.2%（關西地區） |
| 5                                                           | 2017年2月5日   | 龜之丞歸來 （亀之丞帰る）           | 渡邊一貴 | 松源寺（長野縣高森町） 寺野六所神社（靜岡縣濱松市）             | 16.0%（關東地區） 16.7%（關西地區） |
| 6                                                           | 2017年2月12日  | 初戀的殊途 （初恋の別れ道）           | 渡邊一貴 | 奧山方廣寺（靜岡縣濱松市）                                      | 14.5%（關東地區） 15.5%（關西地區） |
| 7                                                           | 2017年2月19日  | 檢地終至 （検地がやってきた）             | 福井充廣 | 靜岡淺間神社（靜岡縣靜岡市）                                    | 12.9%（關東地區） 14.2%（關西地區） |
| 8                                                           | 2017年2月26日  | 還沒懷上孩子 （赤ちゃんはまだか）         | 福井充廣 | 清見寺（靜岡縣靜岡市）                                          | 13.4%（關東地區） 14.5%（關西地區） |
| 9                                                           | 2017年3月5日   | 魂斷桶狹間 （桶狭間に死す）           | 藤並英樹 | 桶狹間古戰場公園（愛知縣名古屋市） 龍潭寺（靜岡縣濱松市）       | 14.0%（關東地區） 14.3%（關西地區） |
| 10                                                          | 2017年3月12日  | 奔跑吧龍宮小僧 （走れ竜宮小僧）       | 藤並英樹 | 岡崎城（愛知縣岡崎市）                                          | 12.5%（關東地區） 12.1%（關西地區） |
| 11                                                          | 2017年3月19日  | 再會了心愛之人 （さらば愛しき人よ）       | 渡邊一貴 | 左馬武神社（靜岡縣御前崎市）                                    | 13.7%（關東地區） 15.7%（關西地區） |
| 12                                                          | 2017年3月26日  | 女城主直虎 （おんな城主直虎）           | 渡邊一貴 | 掛川古城（靜岡縣掛川市） 井伊直親之墓（靜岡縣濱松市）           | 12.9%（關東地區） 15.8%（關西地區） |
| 13                                                          | 2017年4月2日   | 當城主真難 （城主はつらいよ）           | 渡邊一貴 | 滿光寺（愛知縣新城市）                                          | 13.1%（關東地區） 11.2%（關西地區） |
| 14                                                          | 2017年4月9日   | 德政令的进展 （徳政令の行方）         | 福井充廣 | 蜂前神社（靜岡縣濱松市）                                        | 12.9%（關東地區） 13.3%（關西地區） |
| 15                                                          | 2017年4月16日  | 女城主對陣女大名 （おんな城主対おんな大名）     | 福井充廣 | 龍雲寺（靜岡縣靜岡市）                                          | 14.4%（关东地区） 14.1%（关西地区） |
| 16                                                          | 2017年4月23日  | 棉毛草案 （綿毛の案）             | 藤並英樹 | 天竹神社（愛知縣西尾市）                                        | 13.7%（關東地區） 12.4%（關西地區） |
| 17                                                          | 2017年4月30日  | 消失的火繩槍 （消された種子島）         | 藤並英樹 | 蓮華寺（靜岡縣森町）                                            | 11.0%（關東地區） 13.9%（關西地區） |
| 18                                                          | 2017年5月7日   | 叛徒或是阿鶴 （あるいは裏切りという名の鶴）         | 藤並英樹 | 二俁城遺址（靜岡縣濱松市）                                      | 14.3%（關東地區） 15.2%（关西地区） |
| 19                                                          | 2017年5月14日  | 罪與罰 （罪と罰）               | 渡邊一貴 | 東光寺（山梨縣甲府市）                                          | 13.6%（關東地區） 13.3%（关西地区） |
| 20                                                          | 2017年5月21日  | 第三位女子 （第三の女）           | 藤並英樹 | 松岡城遺址（長野縣高森町） 龍門寺（長野縣飯田市）               | 14.5%（關東地區） 14.6%（关西地区） |
| 21                                                          | 2017年5月28日  | 主君之名 （ぬしの名は）             | 渡邊一貴 | 氣賀關所（靜岡縣濱松市）                                        | 13.2%（關東地區） 14.4%（關西地區） |
| 22                                                          | 2017年6月4日   | 虎與龍 （虎と龍）               | 渡邊一貴 | 秋葉山本宮秋葉神社上社（靜岡縣濱松市）                          | 12.1%（關東地區） 13.2%（關西地區） |
| 23                                                          | 2017年6月11日  | 盜賊再盜佛像 （盗賊は二度仏を盗む）         | 深川貴志 | 宇利城遺址（愛知縣新城市）                                      | 12.3%（關東地區） 12.6%（關西地區） |
| 24                                                          | 2017年6月18日  | 揮別此生？ （さよならだけが人生か？）           | 深川貴志 | 光鏡院（靜岡縣靜岡市） 築山稻荷（愛知縣岡崎市）                 | 12.4%（關東地區） 14.0%（關西地區） |
| 25                                                          | 2017年6月25日  | 木材不翼而飛 （材木を抱いて飛べ）         | 藤並英樹 | 身延道起點的指標（靜岡縣靜岡市）                                | 12.3%（關東地區） 13.3%（關西地區） |
| 26                                                          | 2017年7月2日   | 城池為誰而立 （誰がために城はある）         | 渡邊一貴 | 堀江城遺址（靜岡縣濱松市）                                      | 12.4%（關東地區） 13.2%（關西地區） |
| 27                                                          | 2017年7月9日   | 氣賀入我手 （気賀を我が手に）           | 渡邊一貴 | 堀川城遺址（靜岡縣濱松市） 宇津山城遺址（靜岡縣湖西市）         | 12.4%（關東地區） 11.7%（關西地區） |
| 28                                                          | 2017年7月16日  | 死亡之本 （死の帳面）             | 村橋直樹 | 北條幻庵屋敷遺址（神奈川縣小田原市）                            | 12.0%（關東地區） 12.1%（關西地區） |
| 29                                                          | 2017年7月23日  | 女人們的輓歌 （女たちの挽歌）         | 福井充廣 | 龍雲寺（靜岡縣靜岡市）                                          | 11.9%（關東地區） 12.3%（關西地區） |
| 30                                                          | 2017年7月30日  | 潰敗的人們 （潰されざる者）           | 藤並英樹 | 清水寺（靜岡縣藤枝市） 富士山本宮淺間大社（靜岡縣富士宮市）     | 11.3%（關東地區） 12.6%（關西地區） |
| 31                                                          | 2017年8月6日   | 虎松的首級 （虎松の首）           | 藤並英樹 | 井伊谷城遺址（靜岡縣濱松市）                                    | 10.6%（關東地區） 12.6%（關西地區） |
| 32                                                          | 2017年8月13日  | 復活之火 （復活の火）             | 村橋直樹 | 野田城遺址（愛知縣新城市） 菅沼忠久的供養塔（靜岡縣濱松市）     | 12.0%（關東地區） 11.3%（關西地區） |
| 33                                                          | 2017年8月20日  | 令人討厭的政次的一生 （嫌われ政次の一生） | 渡邊一貴 | 傳 小野但馬守的供養塔（靜岡縣濱松市）                           | 12.4%（關東地區） 13.5%（關西地區） |
| 34                                                          | 2017年8月27日  | 隱藏港灣的龍雲丸 （隠し港の龍雲丸）     | 渡邊一貴 | 獄門畷（靜岡縣濱松市）                                          | 11.2%（關東地區） 12.9%（關西地區） |
| 35                                                          | 2017年9月3日   | 重生的人們 （蘇えりし者たち）           | 渡邊一貴 | 掛川城（靜岡縣掛川市）                                          | 11.3%（關東地區） 12.7%（關西地區） |
| 36                                                          | 2017年9月10日  | 井伊家最後的一天 （井伊家最後の日）     | 福井充廣 | 鳳來寺（愛知縣新城市）                                          | 12.1%（關東地區） 11.0%（關西地區） |
| 37                                                          | 2017年9月17日  | 武田來襲開啟戰火 （武田が来たりて火を放つ）     | 藤並英樹 | 濱松八幡宮（靜岡縣濱松市）                                      | 13.3%（關東地區） 16.6%（關西地區） |
| 38                                                          | 2017年9月24日  | 不會丟下井伊不管 （井伊を共に去りぬ）     | 藤並英樹 | 惠林寺（山梨縣甲州市）                                          | 11.7%（關東地區） 12.8%（關西地區） |
| 39                                                          | 2017年10月1日  | 虎松的野心 （虎松の野望）           | 渡邊一貴 | 濱松城公園（靜岡縣濱松市）                                      | 11.7%（關東地區） 13.8%（關西地區） |
| 40                                                          | 2017年10月8日  | 天正的草履鞋 （天正の草履番）         | 渡邊一貴 | 松下屋敷遺址（靜岡縣濱松市） 箕輪城遺址（群馬縣高崎市）         | 11.6%（關東地區） 13.6%（關西地區） |
| 41                                                          | 2017年10月15日 | 在這玄關的角落 （この玄関の片隅で）       | 安藤大祐 | 本證寺（愛知縣安城市）                                          | 11.8%（關東地區） 13.1%（關西地區） |
| 42                                                          | 2017年10月22日 | 立於長篠的柵欄 （長篠に立てる柵）       | 福井充廣 | 設樂原決戰場（愛知縣新城市）                                    | 11.9%（關東地區） 16.2%（關西地區） |
| 43                                                          | 2017年10月29日 | 賞賜該給誰 （恩賞の彼方に）           | 藤並英樹 | 諏訪原城遺址（靜岡縣島田市）                                    | 12.9%（關東地區） 13.7%（關西地區） |
| 44                                                          | 2017年11月5日  | 井伊谷的玫瑰 （井伊谷のばら）         | 藤並英樹 | 田中城本丸遺址（靜岡縣藤枝市）                                  | 11.4%（關東地區） 15.3%（關西地區） |
| 45                                                          | 2017年11月12日 | 魔王的犧牲 （魔王のいけにえ）           | 深川貴志 | 大泉寺（愛知縣岡崎市） 坂部城遺址（愛知縣阿久比町）             | 10.7%（關東地區） 15.3%（關西地區） |
| 46                                                          | 2017年11月19日 | 關於惡女 （悪女について）             | 渡邊一貴 | 清瀧寺（靜岡縣濱松市）                                          | 12.0%（關東地區） 13.1%（關西地區） |
| 47                                                          | 2017年11月26日 | 決戰高天神 （決戦は高天神）           | 渡邊一貴 | 高天神城遺址（靜岡縣掛川市）                                    | 11.3%（關東地區） 14.5%（關西地區） |
| 48                                                          | 2017年12月3日  | 信長，終究來到濱松 （信長、浜松来たいってよ）   | 福井充廣 | 富士山本宮淺間大社（靜岡縣富士宮市） 濱松城公園（靜岡縣濱松市） | 11.9%（關東地區） 14.4%（關西地區） |
| 49                                                          | 2017年12月10日 | 本能寺之變 （本能寺が変）           | 藤並英樹 | 小川城遺址（滋賀縣甲賀市） 德永寺（三重縣伊賀市）               | 12.0%（關東地區） 16.9%（關西地區） |
| 50                                                          | 2017年12月17日 | 傳承石頭的人 （石を継ぐ者）         | 渡邊一貴 | 彥根城（滋賀縣彥根市） 靜岡縣濱松市                             | 12.5%（關東地區） 15.0%（關西地區） |
| 平均收視率12.8%（收視率由Video Research於日本關東地區統計） |                |                           |          |                                                                 |                                     |

## 幕後人員
- 編劇：森下佳子
- 音樂：菅野洋子
- 片頭音樂演奏：NHK交響樂團
- 片頭音樂指揮：帕沃·耶尔维
- 鋼琴獨奏：郎朗
- 製作統籌：岡本幸江
- 製作人：松川博敬
- 導演：渡邊一貴、福井充廣、藤並英樹、深川貴志
- 旁白：中村梅雀
- 副音聲解説：宗方脩（日语：宗方脩）
- 標題影像：古屋遙
- 題字：Maaya Wakasugi
- 時代考證：小和田哲男（日语：小和田哲男）、大石泰史
- 風俗考證：佐多芳彦
- 建築考證：平井聖（日语：平井聖）
- 衣裳考證：小泉寛明
- 殺陣武術指導：久世浩（日语：久世浩）
- 所作指導：橘芳慧（日语：橘芳慧）
- 馬術指導：田中光法
- 禪宗指導：細川晉輔
- 藝能考證・指導：友吉鶴心
- 遠州方言指導：小杉幸彦（日语：小杉幸彦）
- 三河方言指導：柴田浩味
- 信州方言指導：丸山明惠（日语：丸山明恵）
- 京都方言指導：井上裕季子
- 和歌山方言指導：池谷量子
- 笛指導：稻葉明德
- 立花指導：豐田光政、石渡雅史
- 和裁指導：小林操子
- 農業指導：梅室英夫
- 鼓指導：田中傳一郎
- 蹴鞠指導：上田恒弘、山本隆史
- 書道指導：金敷駸房
- 香道指導：井関宗脩
- 茶道指導：鈴木宗卓
- 圍棋指導：鈴木伸二（日语：鈴木伸二）、奥田あや（日语：奥田あや）、田尻悠人（日语：田尻悠人）、河合將史
- 雕刻指導：吉川瑞慶
- 漢方藥指導：星野卓之
- 算木指導：太田敏幸
- 醫事指導：酒井シヅ（日语：酒井シヅ）
- 針灸指導：小林潤一郎
- 助産指導：三宅はつえ
- 水墨畫指導：劉煐杲
- 鐵砲指導：高橋一美
- 刺繡指導：宮崎静花
- 連珠指導：岡部寛（日语：岡部寛）
- 鍛冶指導：吉原莊二
- 綿加工指導：小倉三枝子
- 林業考証：白水智
- 伐採指導：萩原信一
- 草木染指導：山崎和樹（日语：山崎和樹）
- 操船指導：國枝佳明
- 盆石指導：井関宗脩
- 相撲指導：室伏涉
- 特殊化妝：江川悦子（日语：江川悦子）
- 資料提供：小和田泰經（日语：小和田泰経）、夏目琢史（日语：夏目琢史）、東京農業大學

## 紀行
- 小提琴演奏：五嶋綠
- 旁白：德永圭一（日语：徳永圭一）

## 外部連結
- （日語）官方網站
- 女城主 直虎的X（前Twitter）
- 女城主 直虎的Instagram帳戶

| NHK综合频道 週日20:00 - 20:45      | NHK综合频道 週日20:00 - 20:45           | NHK综合频道 週日20:00 - 20:45 |
| ---------------------------------- | --------------------------------------- | ----------------------------- |
|                                    | 女城主 直虎 （2017.01.08 - 2017.12.17） |                               |
| 真田丸 （2016.01.10 - 2016.12.18） | 西鄉殿 （2018.01.07 - 2018.12.16）      |                               |